# 菰野テレビ中継局
菰野テレビ中継局（こものテレビちゅうけいきょく）は、三重県三重郡菰野町に置かれているテレビ放送の中継局。

## 中継局概要

### デジタルテレビ放送
| リモコン 番号 | 放送局名           | チャンネル 番号 | 空中線 電力 | ERP  | 偏波面   | 放送対象 地域 | 放送区域 内世帯数 | 運用開始日     |
| ------------- | ------------------ | --------------- | ----------- | ---- | -------- | ------------- | ----------------- | -------------- |
| 3             | NHK 津総合         | 32              | 1W          | 3.3W | 水平偏波 | 三重県        | 約27,700世帯      | 2010年 6月22日 |
| 7             | MTV 三重テレビ放送 | 27              | 1W          | 3.3W | 水平偏波 | 三重県        | 約27,700世帯      | 2010年 6月22日 |

- 所在地： 三重郡菰野町永井[1]
- 放送区域： 四日市市、いなべ市、員弁郡東員町及び三重郡菰野町の各一部[2][3]
- 2010年4月27日に予備免許が交付され[2]、5月6日から試験放送を開始。6月17日に本免許が交付され[3]、6月22日に本放送を開始した[1]。
- アナログテレビ放送で設けられていた中京テレビ放送（CTV）については、NHK名古屋教育・CBCテレビ（CBC）・東海テレビ放送（THK）・名古屋テレビ放送（NBN）同様、名古屋親局等によるカバーとなった[4]。

### アナログテレビ放送
| チャンネル 番号 | 放送局名           | 空中線 電力       | ERP               | 偏波面   | 放送対象 地域 | 放送区域 内世帯数 | 運用開始日 |
| --------------- | ------------------ | ----------------- | ----------------- | -------- | ------------- | ----------------- | ---------- |
| 45              | NHK 津総合         | 映像3W/ 音声750mW | 映像36W/ 音声9.1W | 水平偏波 | 三重県        | -                 | -          |
| 48              | MTV 三重テレビ放送 | 映像3W/ 音声750mW | 映像36W/ 音声9.1W | 水平偏波 | 三重県        | -                 | -          |
| 51              | CTV 中京テレビ放送 | 映像3W/ 音声750mW | 映像36W/ 音声9.1W | 水平偏波 | 中京広域圏    | -                 | -          |

- 所在地： デジタルテレビ放送に同じ
- 2011年7月24日をもってすべて廃止された。